# Beatrice Tinsley
Beatrice Tinsley, född 27 januari 1941 i Chester, England, död 23 mars 1981 i New Haven, Connecticut, USA, var en brittiskfödd, nyzeeländsk astronom och kosmolog vars forskning bidrog med fundamentala insikter om hur galaxer utvecklas. Tinsley gick på New Plymouth Girls High School och därefter studerade hon vid University of Canterbury, där hon avslutade en kandidatexamen samt en civilingenjörsexamen 1961 med högsta betyg i fysik. Hon tog doktorsexamen vid University of Texas i Austin 1966 på studien Evolution of Galaxies and its Significance for Cosmology (Utveckling av galaxer och dess betydelse för kosmologin). 
Asteroiden 3087 Beatrice Tinsley är uppkallad efter henne.
Den 27 januari 2016 publicerade Google en doodle för att hedra hennes arbete. 

## Utvalda publiceringar
- "An accelerating universe" 1975, Nature 257, 454 – 457 (9 oktober 1975); doi:10.1038/257454a0
- Correlation of the Dark Mass in Galaxies with Hubble type, 1981, Royal Astronomical Society, Monthly Notices, vol. 194, p. 63–75
- Relations between Nucleosynthesis Rates and the Metal Abundance, 1980, Astronomy and Astrophysics, vol. 89, no. 1–2, p. 246–248
- Stellar Lifetimes and Abundance Ratios in Chemical Evolution, 1979, Astrophysical Journal, Part 1, vol. 229, p. 1046–1056
- Colors as Indicators of the Presence of Spiral and Elliptical Components in N Galaxies, 1977, Publications of the Astronomical Society of the Pacific, vol. 89, p. 245–250
- Surface Brightness Parameters as Tests of Galactic Evolution, 1976, Astrophysical Journal, vol. 209, p. L7–L9
- The Color-Redshift Relation for Giant Elliptical Galaxies, 1971, Astrophysics and Space Science, Vol. 12, p. 394